# اتحادیه بین‌المللی برادری تیمسترز
اتحادیه بین‌المللی برادری تیمسترز (انگلیسی: International Brotherhood of Teamsters) (IBT) یک اتحادیه کارگری در ایالات متحده و کانادا است. این اتحادیه در سال ۱۹۰۳ با ادغام اتحادیه بین‌المللی رانندگان و اتحادیه ملی تیمسترز تشکیل شده‌است.
اتحادیه در حال حاضر چند نمایندگی از کارمندان حرفه‌ای و خصوصی دارد. در سال ۲۰۱۳ حدود ۱٫۳ میلیون عضو داشت و عضو فدراسیون تغییر به پیروزی و کنگره کار کانادا است.
این اتحادیه مانند اکثر اتحادیه‌های کارگری آمریکا در شروع تأسیس ساختار بسیار متمرکزی داشت و تعدادی از اتحادیه‌های محلی را به‌طور مستقل اداره می‌کرد و تنها به دنبال منافع خود در محلی که در آن آن‌ها عمل کردند بود.
تیمسترز برای جنبش کارگری آمریکا نقش بسیار حیاتی داشته‌است به طوری که اعتصاب در هماهنگی با تیمسترز می‌توانست ورود کالا به یک شهر را فلج کند.